# カブレロ
カブレロ（スペイン語: Cabrero）は、チリ共和国・ビオビオ州ビオビオ県にある都市、基礎自治体(Commune)である。人口は28573人。

## ギャラリー

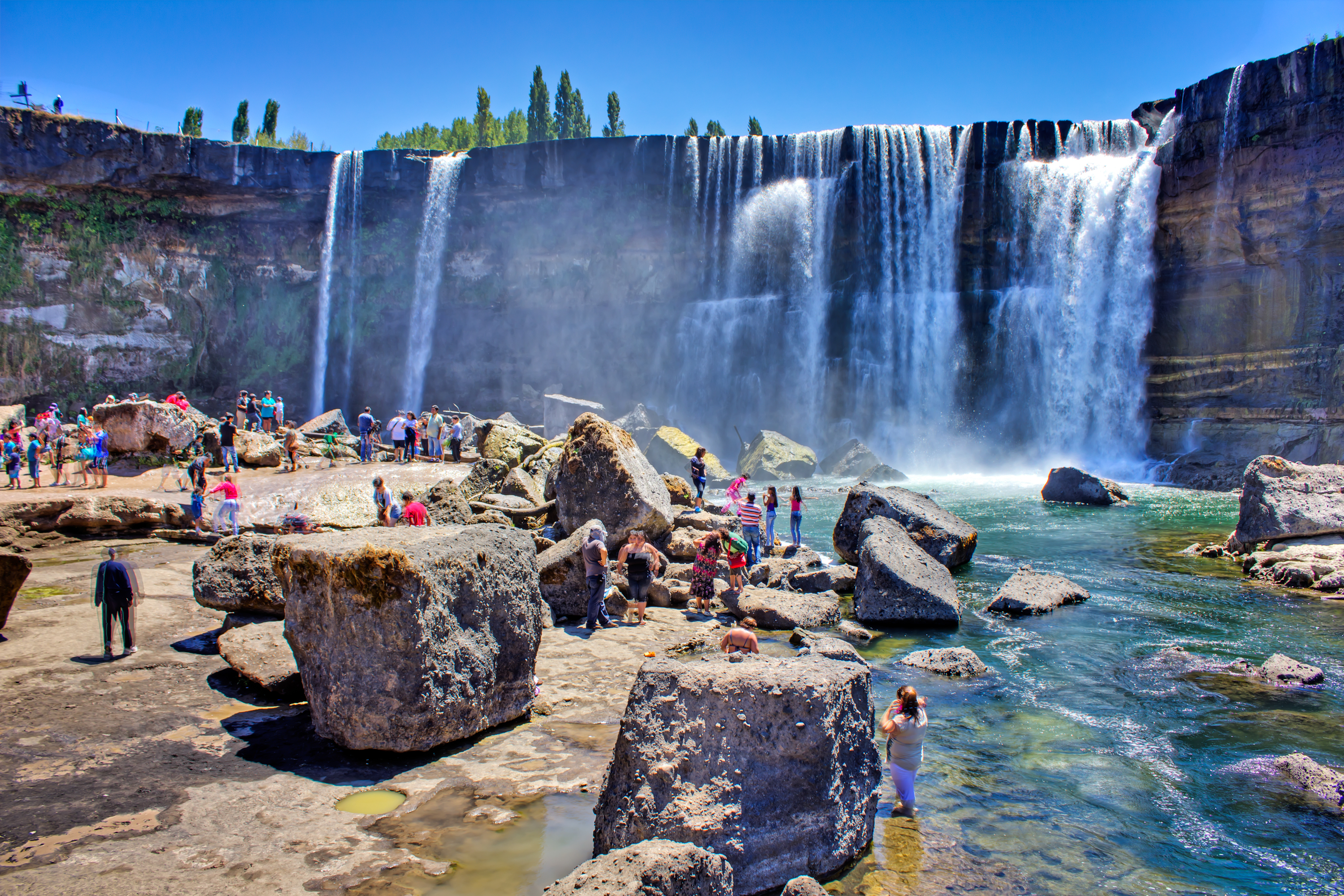
ラハの滝。
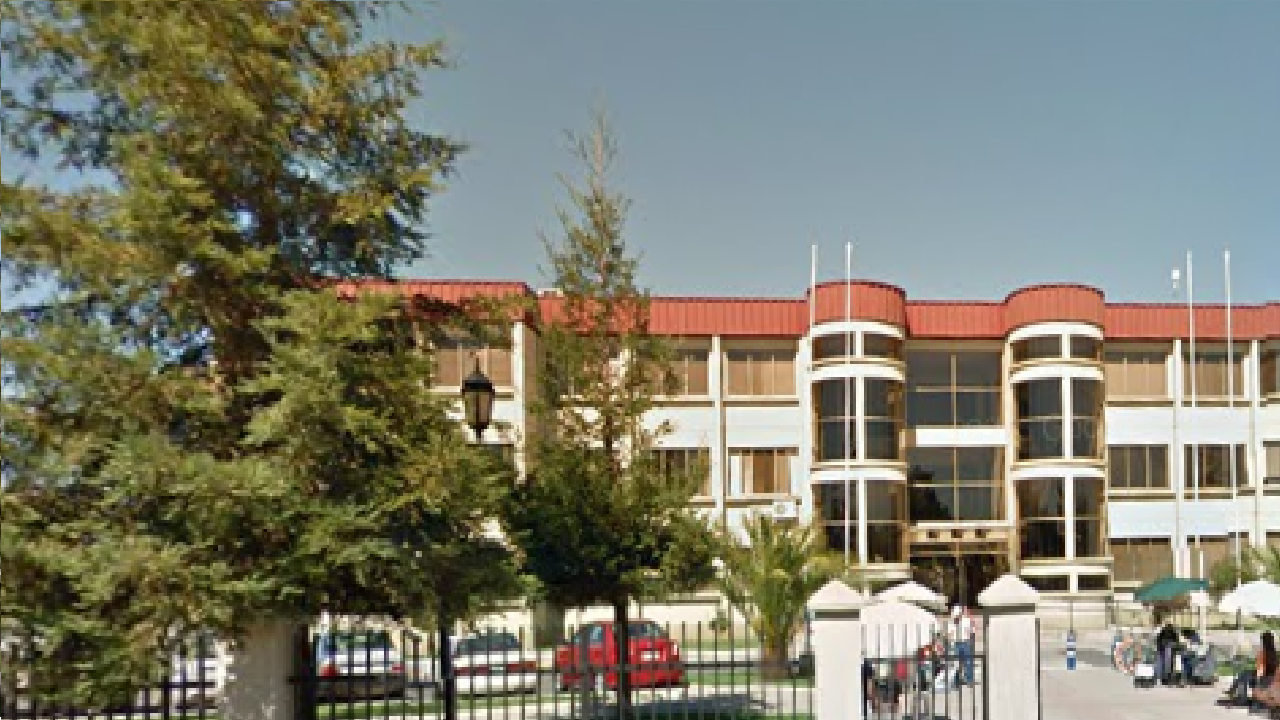
市役所